# 史丹尼斯勞斯縣 (加利福尼亞州)
斯塔尼斯劳斯县（英語：Stanislaus County）是美国加利福尼亚州的一个郡，县治莫德斯托。根据美国人口普查局2020年的统计，共有人口55萬2,878人。當地人口白人約占69.33%、亞裔占4.22%、非裔占2.58%、印第安人占1.27%，不分种族的拉丁裔人口占48.11%。面积为3923平方公里。

## 历史
第一个发现这个地区的欧洲人是加布里埃尔·莫拉加 (Gabriel Moraga)，他于1806年发现这个地区。
该县以埃斯塔尼斯劳河 (Estanislao River) 命名，而这条河又以埃斯塔尼斯劳(Estanislao) 的名字命名，他是一位接受过传教教育的叛变美洲原住民酋长，他率领一群美洲原住民与墨西哥军队进行了一系列战斗，最终于1826年被马里亚诺·瓦列霍 (Mariano Vallejo)将军击败。埃斯塔尼斯劳 (Estanislao) 是他的洗礼名，西班牙语名字取自圣斯坦尼斯劳斯殉道者。
1843年至1846年期间，当加利福尼亚还是独立后的墨西哥的一个省时，斯坦尼斯劳斯县共计获得5处墨西哥土地赠与地，总面积为113,135英亩（458平方公里或177平方英里）。此外，1844年，萨洛蒙·皮科获得了一块58,000英亩（235平方公里或91平方英里）的墨西哥土地赠与，这块土地位于圣华金谷，靠近斯坦尼斯劳斯河和圣华金河，现在的斯坦尼斯劳斯县境内。然而这块土地赠与从未得到土地委员会的确认。
斯坦尼斯劳斯县于1854年由图奥勒米县的一部分组成。县治最初设在亚当斯维尔，随后于11月迁至恩皮尔，12月迁至拉格兰奇，1862年迁至骑士渡口，最终于1871年定在莫德斯托的现址。
随着旧金山湾区房价的上涨，许多在湾区南部工作的人选择搬到斯坦尼斯劳斯县，寻找相对便宜的住房。

## 地理
根据美国人口普查局的数据，该县总面积为1,515平方英里（3,920平方公里），其中20平方英里（52平方公里，1.3%）被水域覆盖。
斯坦尼斯劳斯县历史上一直被北流的圣华金河在社会和经济上分割，这条河在该县历史上的大部分时间里为贸易和旅行提供了天然屏障。斯坦尼斯劳斯县远离县内的主要铁路走廊和为该地区带来大量经济繁荣的灌溉项目，河流以西的斯坦尼斯劳斯县地区（当地人称之为该县的“西区”）基本上仍是农村，经济上依赖农业活动。由于靠近5号州际公路和加州输水渠，该地区的一些城镇（包括帕特森和纽曼）经历了巨大的发展，并正在转变为附近旧金山湾区通勤者的卧城，而其他城镇（包括韦斯特利和克罗斯兰丁）几乎完全被开发忽视，仍然是小型农业社区。

### 植物和动物
斯坦尼斯劳斯县发现了许多稀有和濒危物种。喙克拉克鹬（ Clarkia rostrata）被列为联邦濒危物种候选。它只在内华达山脉山麓的蓝橡树-灰松群落中发现，该栖息地位于中高海拔地区。科卢萨草（Neostapfsia colusana）被该州列为濒危物种。

### 公共交通
- 斯坦尼斯劳斯地区交通局负责运营莫德斯托的当地巴士服务和辅助交通、斯坦尼斯劳斯县的地区服务以及连接湾区快速交通和阿尔塔蒙特走廊快线的通勤服务。
- 塞雷斯 (Ceres)、奥克代尔 (Oakdale)、里弗班克 (Riverbank) 和特洛克 (Turlock) 等城市都运营着小型当地公交系统。
- 灰狗巴士和美国铁路公司在莫德斯托和特洛克均设有站点。特洛克的美国铁路公司实际上在德奈尔设有站点。

### 机场
莫德斯托市县机场此前曾有数个定期客运航班。目前其主要空中交通为通用航空。该县周边的其他（通用航空）机场包括奥克代尔机场、帕特森机场和特洛克机场。

## 人口
| 调查年                                                     | 人口    | 备注  | %±     |
| ---------------------------------------------------------- | ------- | ----- | ------ |
| 1860                                                       | 2,245   |       | —      |
| 1870                                                       | 6,499   |       | 189.5% |
| 1880                                                       | 8,751   |       | 34.7%  |
| 1890                                                       | 10,040  |       | 14.7%  |
| 1900                                                       | 9,550   |       | −4.9%  |
| 1910                                                       | 22,522  |       | 135.8% |
| 1920                                                       | 43,557  |       | 93.4%  |
| 1930                                                       | 56,641  |       | 30.0%  |
| 1940                                                       | 74,866  |       | 32.2%  |
| 1950                                                       | 127,231 |       | 69.9%  |
| 1960                                                       | 157,294 |       | 23.6%  |
| 1970                                                       | 194,506 |       | 23.7%  |
| 1980                                                       | 265,900 |       | 36.7%  |
| 1990                                                       | 370,522 |       | 39.3%  |
| 2000                                                       | 446,997 |       | 20.6%  |
| 2010                                                       | 514,453 |       | 15.1%  |
| 2020                                                       | 552,878 |       | 7.5%   |
| 2023年估计                                                 | 551,430 | [ 3 ] | −0.3%  |
| U.S. Decennial Census 1790-19601900-1990 1990-200020102020 |         |       |        |

### 2000年人口
根据2000年美国人口普查，该县有446,997人、145,146户和109,585个家庭。人口密度为每平方英里299人（每平方公里115人）。150,807个住房单元的平均密度为每平方英里 101 个单元（每平方公里39个单元）。该县的种族/民族构成为69.3%白人、2.6%非裔、4.2%亞裔、1.3%美洲原住民、0.3%太平洋岛民、16.8%其他种族，以及5.4%来自两个或两个以上的种族。大约31.7%的人口是任何种族的西班牙裔或拉美裔；8.4%為德裔，6.3%為英裔，6.0%為原生美國人，5.5%為愛爾蘭裔，5.1%為葡萄牙裔。约 67.8%的人以英语为母語，23.7%的人以西班牙语为母语，1.5%的人以敘利亞語为母语，1.3%的人以葡萄牙語为母语。

### 2010年人口
2010年美国人口普查报告称斯坦尼斯劳斯县人口为514,453人。斯坦尼斯劳斯县的种族构成为：337,342人（65.6%）白人、14,721人（2.9%）非裔美国人、5,902人（1.1%）美洲原住民、26,090人（5.1%）亞裔（1.5%印度裔、1.1%菲律賓裔、0.7%柬裔、0.5%華裔、0.3%越南裔、0.3%寮裔、0.1%日裔、0.1%韓裔）、3,401人（0.7%）太平洋岛民、99,210人（19.3%）来自其他种族，以及27,787人（5.4%）来自两个或多个种族。任何种族的西班牙裔或拉美裔共有 215,658 人（41.9％）；斯坦尼斯劳斯县的37.6％是墨西哥裔，0.6％是波多黎各人，0.5％是薩爾瓦多裔，0.2％是尼加拉瓜裔，0.2％是瓜地馬拉裔。

### 2020年人口
| 种族/民族                            | 2010人口 | 2020人口 | % 2010  | % 2020  |
| ------------------------------------ | -------- | -------- | ------- | ------- |
| 白人(非西语裔)                       | 240,423  | 207,908  | 46.73%  | 40.4%   |
| 非裔美国人 (非西语裔)                | 13,065   | 14,302   | 2.54%   | 2.59%   |
| 美洲原住民或阿拉斯加原住民(非西语裔) | 2,870    | 2,621    | 0.56%   | 0.47%   |
| 亞裔(非西语裔)                       | 24,712   | 33,169   | 4.80%   | 6.00%   |
| 太平洋島嶼原住民(非西语裔)           | 3,016    | 3,713    | 0.59%   | 0.67%   |
| 其他种族(非西语裔)                   | 842      | 2,734    | 0.16%   | 0.49%   |
| 混合种族/混血 (非西语裔)             | 13,867   | 22,453   | 2.70%   | 4.06%   |
| 拉丁美洲裔 (任何种族)                | 215,658  | 265,978  | 41.92%  | 48.11%  |
| 总计                                 | 514,453  | 552,878  | 100.00% | 100.00% |

注意：美国人口普查将西班牙裔/拉丁裔视为一个种族类别。本表将拉丁裔排除在种族类别之外，并将其归入单独的类别。西班牙裔/拉丁裔可以是任何种族。

### 大都会统计区
美国管理和预算办公室已将斯坦尼斯劳斯县指定为加利福尼亚州莫德斯托大都会统计区 (MSA)。截至 2012年7月1日，美国人口普查局将莫德斯托大都会统计区列为美国第103大人口统计区。
管理和预算办公室进一步将莫德斯托大都会统计区指定为更广泛的加利福尼亚州旧金山-奥克兰-圣何塞联合统计区的组成部分，该统计区是美国人口第五多的联合统计区。

## 人口集居地

### 建制市
| 自治体（市/镇）             | 成立年份 | 人口（2018） |
| --------------------------- | -------- | ------------ |
| 锡里斯（Ceres）             | 1918     | 48,769       |
| 晓臣（Hughson）             | 1972     | 7,551        |
| 莫德斯托（Modesto）         | 1884     | 204,106      |
| 纽曼（Newman）              | 1908     | 11,658       |
| 奥克戴尔（Oakdale）         | 1906     | 23,455       |
| 帕特森（Patterson）         | 1919     | 22,352       |
| 里弗班克／河岸（Riverbank） | 1922     | 24,780       |
| 特拉克（Turlock）           | 1908     | 73,504       |
| 沃特福德（Waterford）       | 1969     | 8,957        |